# Pierre Brully
Pierre Brully of Brusly, gelatiniseerd Petrus Brulius (Mercy-le-Haut, ca. 1518 – Doornik, 19 februari 1545) was een dominicaan en vervolgens een calvinistisch hervormer. Hij stierf op de brandstapel.

## Leven
De afkomst van Pierre Brully is vrijwel onbekend. Misschien stamde hij uit een familie van schepenen van Metz. Hij studeerde waarschijnlijk in deze stad en trad er in bij de dominicanen in de Rue des Oues. Volgens sommige bronnen behaalde hij in 1539 de graad van magister artium, wat zou suggereren dat hij in Bazel, Fribourg of Leuven studeerde. Hij werd lector van zijn klooster.
Rond 1540 braken hij en de prior van het klooster met het katholicisme. Brully huwde en moest begin 1541 Lotharingen verlaten. Met enkele stadsgenoten reisde hij naar Regensburg, waar de keizerlijke rijksdag bijeenkwam. Ze smeekten de diplomaten van het Schmalkaldisch Verbond om het recht hun geloof in hun stad te belijden. Brully kwam er in contact met Bucer en vervolgens in Ulm met Martin Frecht, die hem bij Calvijn aanbeval.
Calvijn had Genève moeten verlaten en stond aan het hoofd van de Franse gereformeerde kerk van Straatsburg, die ballingen uit verschillende Franstalige regio's samenbracht. Brully arriveerde er in juli 1541. Hij maakte een goede indruk op Calvijn en werd zijn assistent. In september keerde Calvijn terug naar Genève en volgde Brully hem op aan het hoofd van de kleine Franstalige gemeenschap. Hij trouwde een tweede keer (het is niet bekend wat er met zijn eerste vrouw is gebeurd) en leefde eerder armoedig. Toen hij hoorde dat er in Metz een pastoraal ambt beschikbaar was, probeerde hij dat te bemachtigen, maar zonder succes.
In 1544 deed de kleine evangelische gemeente van Doornik een beroep op Calvijn in Genève om hen een predikant te sturen, omdat de hunne 'libertijns' werd bevonden. Brully werd geselecteerd en verliet Straatsburg in september om de clandestiene gemeenschap in Doornik tot een formele kerk te organiseren. Ook ging hij prediken in Valenciennes, Rijsel, Douai en Arras. In oktober was hij terug in Doornik. Een priester, geïnfiltreerd tijdens een vergadering, gaf hem aan bij de autoriteiten. Hij dook onder en probeerde de stad te ontvluchten, maar een ongeval belette dat. Met een twaalftal anderen werd hij in november aangehouden. Hij werd veroordeeld en stierf op 19 februari 1545 de vuurdood, samen met vier leden van zijn gemeente. Misschien heeft hij onder tortuur namen gelost, want na zijn dood was er een golf van vervolgingen. Ongetwijfeld waren ook de buitenlandse connecties van Brully een alarmsignaal voor keizer Karel V, die door de recente beëindiging van de oorlog met Frankrijk de handen vrij had om hard op te treden.

## Voetnoten
1. ↑  Andrew Pettegree, Emden and the Dutch Revolt. Exile and the Development of Reformed Protestantism, 1992, p. 18-19. ISBN 0198227396
2. ↑  Alain Lottin, "Tout s'en va en flammes comme paille" in: La révolte des Gueux en Flandre, Artois et Hainaut. Politique, religion et société au XVIe siècle, 2016, § 22. DOI:10.4000/books.septentrion.94583

- Gemeinsame Normdatei: 1024367673
- International Standard Name Identifier: 0000 0003 8054 7729
- Système universitaire de documentation: 156352966
- Virtual International Authority File: 259791375
- WorldCat: E39PBJcGmVXDRfjYKp8TBM6kDq